# Leptoceryx
Leptoceryx är ett släkte av fjärilar. Leptoceryx ingår i familjen björnspinnare.
Kladogram enligt Catalogue of Life:
| Leptoceryx | \| \| Leptoceryx caudatula \| \| \| \| \| \| Leptoceryx pusilla \| \| \| \| |
|            | \| \| Leptoceryx caudatula \| \| \| \| \| \| Leptoceryx pusilla \| \| \| \| |
|            | Leptoceryx caudatula                                                        |
|            |                                                                             |
|            | Leptoceryx pusilla                                                          |
|            |                                                                             |